# Zilucoplan
Le zilucoplan, vendu sous le nom commercial de Zilbrysq, est un médicament utilisé pour le traitement de la myasthénie acquise généralisée réfractaire chez l'adulte,. Il s'agit d'un inhibiteur du complément, injecté par voie sous-cutanée (sous la peau). 
Le zilucoplan est un peptide cyclique ; il se lie au composant protéique du complément 5 (C5) et en inhibe le clivage en C5a et C5b.
Le zilucoplan a été autorisé pour un usage médical aux États-Unis en octobre 2023, dans l'Union européenne en décembre 2023[réf. souhaitée], et en Australie en juillet 2024[réf. souhaitée]. 

## Utilisations médicales
Le zilucoplan est indiqué pour le traitement de la myasthénie acquise généralisée réfractaire chez les adultes positifs aux anticorps anti-récepteurs de l'acétylcholine. 

## Société et culture

### Statut juridique
En septembre 2023, le Comité des médicaments à usage humain (CHMP) de l'Agence européenne des médicaments (EMA) a adopté un avis positif, recommandant l'octroi d'une autorisation de mise sur le marché pour le médicament Zilbrysq, destiné au traitement de la myasthénie. Le demandeur, pour ce médicament, est UCB Pharma SA. Le zilucoplan a été approuvé pour un usage médical dans l'Union européenne en décembre 2023[réf. souhaitée].
Le zilucoplan a obtenu la désignation « médicament orphelin » par la Food and Drug Administration (FDA) des États-Unis en août 2019, et par l'EMA en juillet 2022.

### Noms commerciaux
Zilucoplan est une dénomination commune internationale.
Le zilucoplan est vendu sous la marque Zilbrysq.